# Partito del Popolo (Malawi)
Il Partito del Popolo (in inglese: People's Party) è un partito politico liberale fondato in Malawi nel 2012.
Si è affermato su iniziativa del Presidente uscente Joyce Banda a seguito di una scissione del Partito Progressista Democratico.

## Risultati elettorali
| Elezione          | Voti    | %    | Seggi    |
| ----------------- | ------- | ---- | -------- |
| Parlamentari 2014 | 935.994 | 18,1 | 26 / 193 |
| Parlamentari 2019 | 121.072 | 2,44 | 5 / 193  |

| Elezione           | Candidato   | Voti      | %    | Esito      |
| ------------------ | ----------- | --------- | ---- | ---------- |
| Presidenziali 2014 | Joyce Banda | 1.056.236 | 20,2 | Non eletta |